# Kongo-Brazzavilles riksvapen

Republiken Kongos statsvapen 1970–1991

Republiken Kongos riksvapen visar ett lejon på en vapensköld som bärs upp av två elefanter. Undertill hänger landets valspråk: Unité Travail Progrès, "Enighet, arbete, framsteg". Statsvapnet antogs första gången 1960 och återigen 1991. Under landets tid som marxist-leninistisk enpartistat mellan 1970 och 1991 antogs ett socialistiskt statsvapen.